# Teatro nacional de Japón
El Teatro nacional de Japón (en japonés: 国立劇場 Kokuritsu Gekijō) Es un complejo que consta de tres salas en dos edificios de Hayabusa-cho, un barrio de Chiyoda, en la ciudad de Tokio, la capital del país asiático de Japón. El consejo de artes de Japón, una institución administrativa independiente del Ministerio de Educación, Cultura, Deportes, Ciencia y Tecnología, gestiona el Teatro Nacional. Es usado principalmente para representaciones de las artes escénicas tradicionales japonesas.